# Otto Schaden
Otto J. Schaden (26 Augustus 1937 - 23 November 2015) was een Amerikaanse egyptoloog, werkzaam voor de Universiteit van Memphis, die als directeur te velde actief was in de graftombe van Amenmeses in de Vallei der Koningen te Luxor.
Schaden werkte enkele decennia in de Vallei der Koningen. In 1972 werkte hij aan de schoonmaak en restauratie van graf WV 23 (Ay). Later vervulde hij dezelfde taken in graf WV 24 (onbekend), graf WV 25 (onbekend) en graf DK 10 (Amenmeses).
In 2006 ontdekte een team onder leiding van Schaden graf DK 63. Deze tombe is van vijf onbekende mummies, maar vrijwel volledig intact. Het was de eerste ontdekking van een graf in de vallei sinds de ontdekking van het graf van Toetanchamon door Howard Carter in 1922.
- International Standard Name Identifier: 0000 0000 6552 9467
- Système universitaire de documentation: 189803762
- Virtual International Authority File: 94080412